# Blanca Estela Pavón
María Blanca Estela Pavón Vasconcelos (Minatitlán, 21 de fevereiro de 1926 - Popocatépetl, 26 de setembro de 1949) foi uma atriz e cantora mexicana. Ela estrelou ao lado Pedro Infante em vários filmes, incluindo Nosotros los Pobres em 1948.

## Morte
Em 26 de setembro de 1949, ela morreu em um acidente de avião perto do Popocatépetl localizado entre a Cidade do México e Puebla.

## Filmografia
- La Liga de las Canciones (1941)
- El Niño de las Monjas (1944)

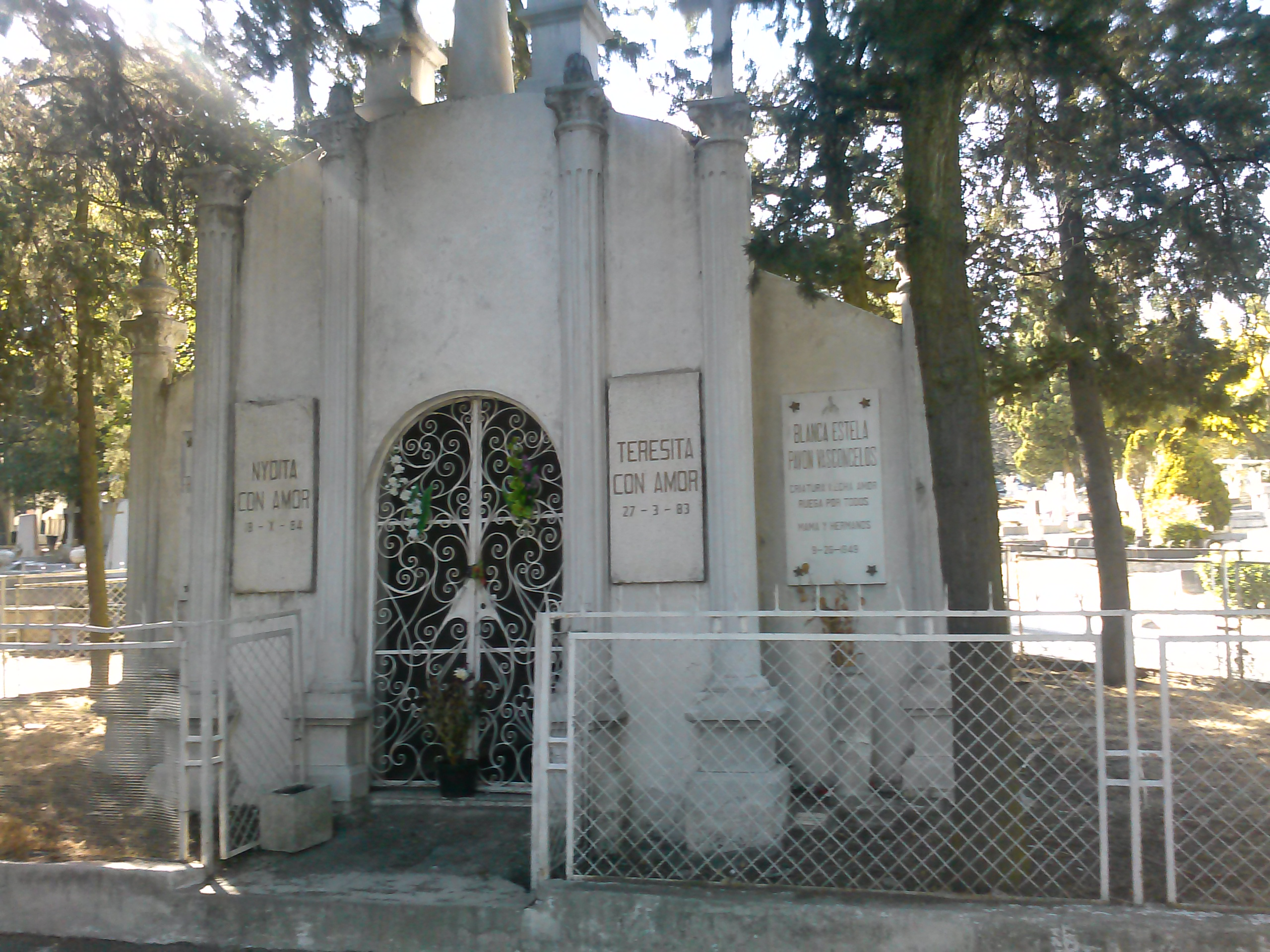
Túmulo de Blanca Estela no cemitério Jardín.

- Cuando lloran los Valientes (1947)
- Vuelven los Garcìa (1947)
- Los Tres Huastecos (1948)
- La bien pagada (1948)
- Nosotros los Pobres (1948)
- Cortesana (1948)
- The Well-paid (1948)
- En los Altos de Jalisco (1948)
- Ustedes los Ricos (1948)
- En cada puerto un amor (1949)
- Las puertas del presidio (1949)
- La Mujer que yo Perdi (1949)
- Ladronzuela (1949)